# Міжзональний турнір 1979 (Ріо-де-Жанейро)

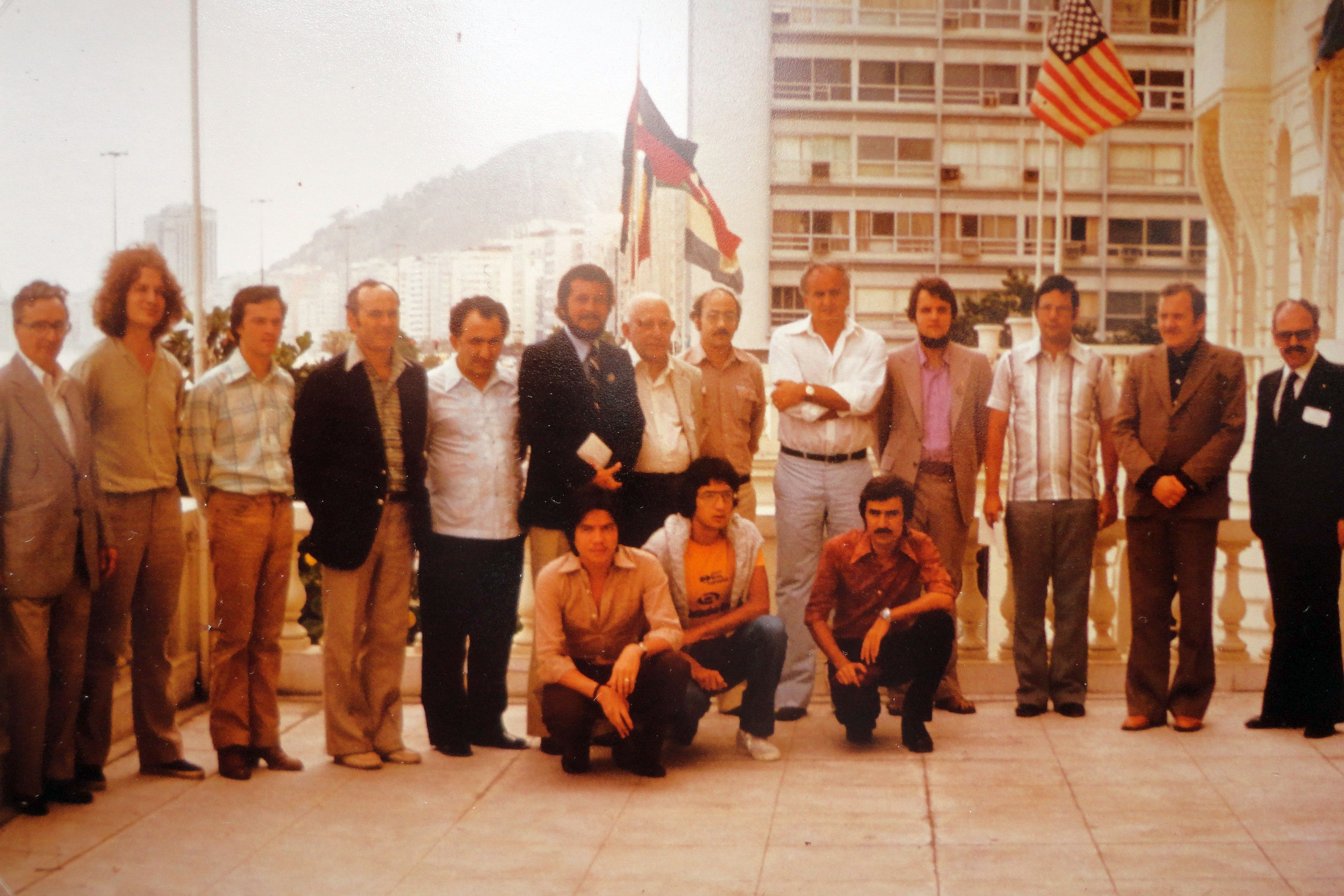
Групове фото учасників

Міжзональний турнір із шахів 1979 року в Ріо-де-Жанейро — відбірковий етап змагань за право зіграти матч на звання чемпіона світу із шахів. У ньому грали переможці зональних змагань ФІДЕ. Турнір відбувся в Ріо-де-Жанейро (Бразилія) із 23 вересня по 20 жовтня 1979 року за участю 18 гравців (після 1-го туру захворів і вибув 19-й учасник — Енріке Мекінг). Паралельно проведено міжзональний турнір у Ризі. По три найкращі шахісти з кожного турніру виходили до матчів претендентів 1980 року. Одночасно Ріо прийняло й міжзональний турнір серед жінок.
1-3-є місця в чоловічому турнірі поділили Роберт Гюбнер (ФРН), Тигран Петросян (СРСР) і Лайош Портіш (Угорщина), а з жіночого міжзонального до матчів претендентів вийшли Нана Іоселіані, Жужа Верьоці-Петронич, Нана Александрія та Ґізела Фішдік.
Шахісти мешкали та грали в готелі «Copacabana Palace».